# Emiratos Árabes Unidos en los Juegos Olímpicos de Atlanta 1996
Los Emiratos Árabes Unidos estuvieron representados en los Juegos Olímpicos de Atlanta 1996 por cuatro deportistas masculinos que compitieron en cuatro deportes.
El portador de la bandera en la ceremonia de apertura fue el tirador Nabil Abdultahlak. El equipo olímpico emiratí no obtuvo ninguna medalla en estos Juegos.